# قائمة ألعاب إل سي دي التي تضم ماريو
أصدرت نينتندو العديد من ألعاب الفيديو إل سي دي من امتياز ماريو وسلسلة دونكي كونغ لسلسلة غيم أند واتش.

## ألعاب غيم أند واتش

### دونكي كونغ

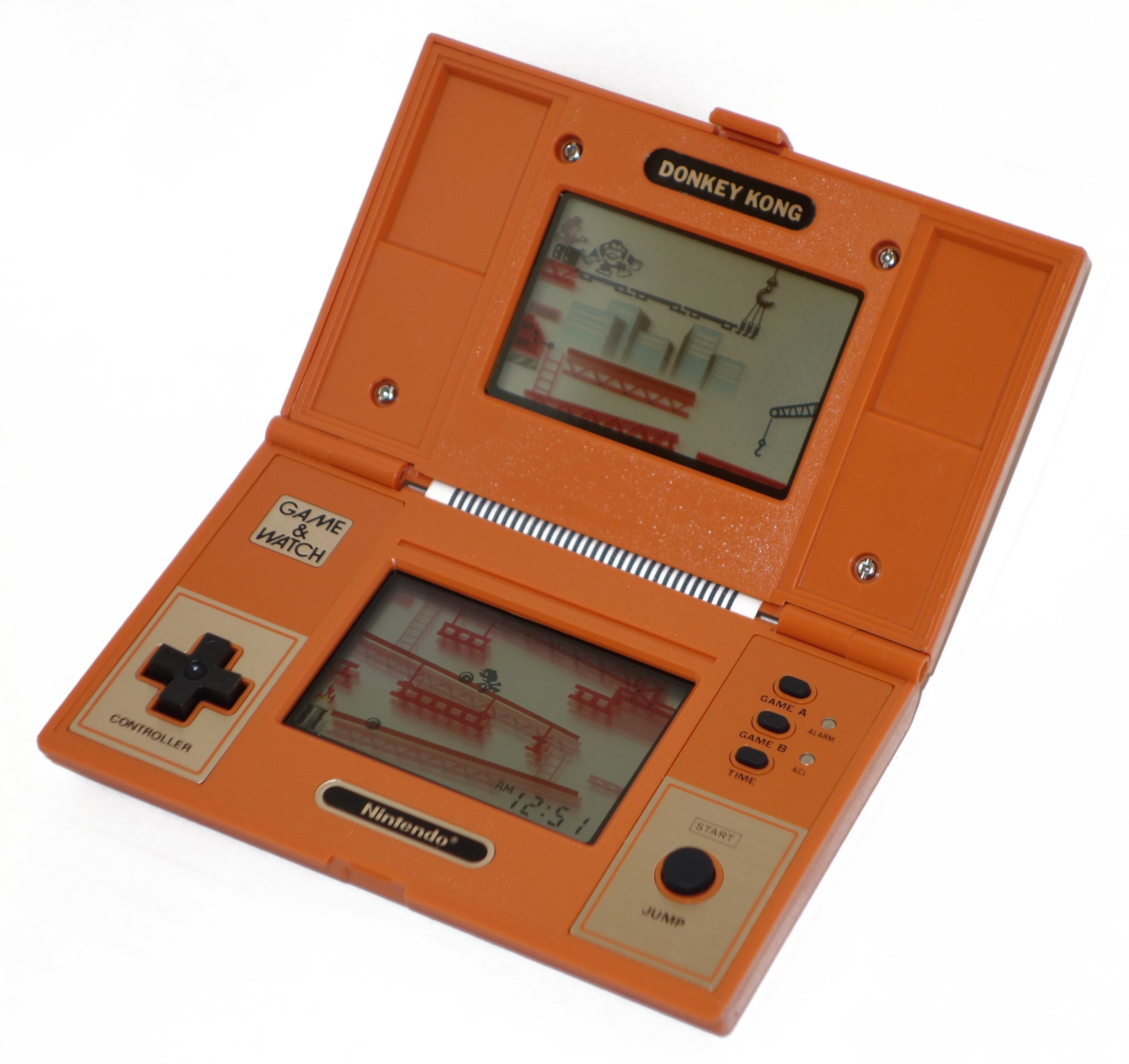
نينتندو دونكي كونغ غيم أند واتش.

طورت نينتندو أر آند دي 1 دونكي كونغ (بالإنجليزية: Donkey Kong)‏ كجزء من سلسلة غيم أند واتش ذات الشاشة المزدوجة، التي تضم شاشتي إل سي دي. صدرت في عام 1982، وهي نسخة للعبة الأركيد، حيث يعمل ماريو نجارًا يحاول إنقاذ صديقته من قرد شرير، أو على الأقل غاضب.
مثل نسخة الآركيد، يجب على ماريو تسلق مبنى مع تجنب البراميل؛ ومع ذلك، فإن الفوز على اللعبة يختلف عن إصدار الآركيد. يجب على اللاعب تشغيل رافعة على الشاشة العلوية، لتفعيل خطاف، والذي يجب على ماريو بعد ذلك القفز والتقاطه. إذا نجح اللاعب، فسيزال الوتد وسيعود ماريو إلى نقطة البداية، ولكن إذا لم ينجح اللاعب، فسوف يسقط ماريو على الأرض ويفقد حياة. ستؤدي إزالة جميع الأوتاد المتاحة بهذه الطريقة إلى انهيار منصة دونكي كونغ، وسيسقط على الأرض.

### دونكي كونغ جونيور
صدرت لعبة دونكي كونغ جونيور (بالإنجليزية: .Donkey Kong Jr)‏ عام 1982. يتحكم اللاعب في دونكي كونغ جونيور حيث يعمل على إنقاذ والده دونكي كونغ، بينما كان يراقب العقبات مثل التماسيح والطيور والومضات الكهربائية. صدرت اللعبة كجزء من سلسلة ميني-كلاسيكس في عام 1998 (مجموعة من أربع ألعاب غيم أند واتش نُقِلَت إلى أجهزة محمولة صغيرة مرتبطة بسلسلة المفاتيح) وضُمِّنَت لاحقًا في غيم أند واتش غاليري 2 و3 للغيم بوي كولر في عام 2000 وكلعبة دي أس آي واير في عام 2010.
في هذه اللعبة، يقدم ماريو الثناء إلى دونكي كونغ لسرقة صديقته، بولين، من خلال حبسه في قفص.

### دونكي كونغ II

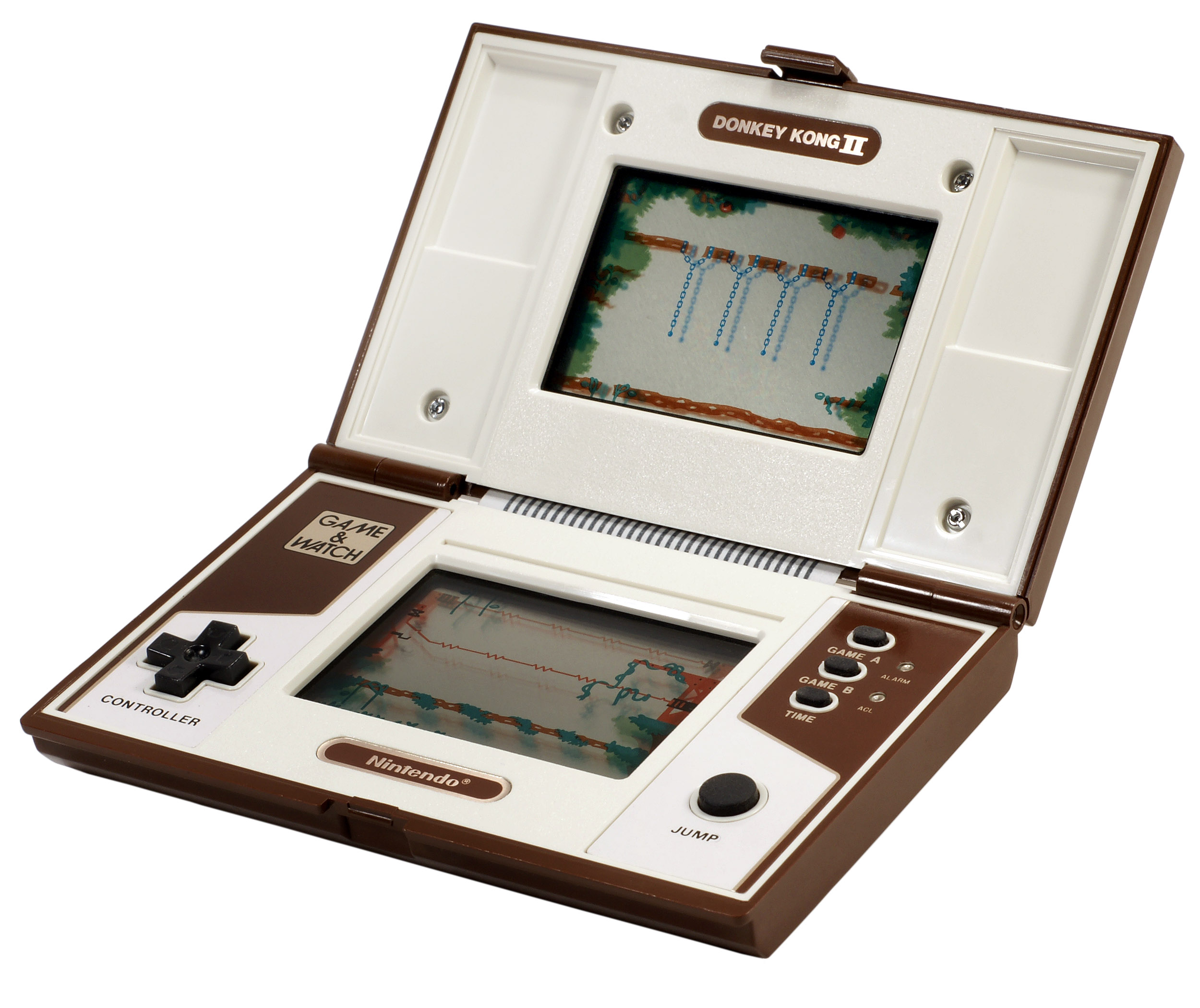
دونكي كونغ II.

طورت نينتندو أر أند دي 1 دونكي كونغ II (بالإنجليزية: Donkey Kong II)‏ التي تشبه دونكي كونغ جونيور وتم إصداره كجزء من سلسلة غيم أند واتش ذات الشاشة المزدوجة، التي تضم شاشتي إل سي دي. صدرت في عام 1983. يجب أن يلمس دونكي كونغ جونيور مفتاحًا، ثم ينتقل إلى أعلى الشاشة. يتعين على دونكي كونغ جونيور الصعود إلى أعلى الشاشة مع تجنب أشياء مثل الأسلاك الكهربائية والتماسيح والطيور. عندما يصل إلى الشاشة العلوية، سيتعين على دونكي كونغ جونيور لمس المفتاح مرة أخرى، وسوف ينتقل إلى جانب ثقب المفتاح الموجود أسفل إحدى السلاسل. يتعين على دونكي كونغ جونيور تسلق الحبل أسفل ثقب المفتاح، مع تجنب الطيور. عندما يصل إلى قمة الحبل، تفتح إحدى السلاسل. كان عليه أن يفعل هذا 4 مرات حتى ينقذ دونكي كونغ. بعد ذلك، ستبدأ اللعبة من جديد بوتيرة أسرع إلى حد ما.

### دونكي كونغ 3
دونكي كونغ 3 هي لعبة من سلسلة غيم أند واتش لشخص واحد أو لاعبين اثنين، صدرت كجزء من مايكرو فرسس يوم 20 أغسطس 1984. ضُمِنَت لاحقًا كلعبة مصغرة في غيم أند واتش غاليري 4 مع الوضع الكلاسيكي والحديث.

### دونكي كونغ سيركس
دونكي كونغ سيركس هي لعبة من سلسلة غيم أند واتش بانوراما صدرت في عام 1984 كتعديل على لعبة ميكي ماوس السابقة. في هذه اللعبة، يتحكم اللاعب في دونكي كونغ، الذي يوضع على برميل بينما يتلاعب بالأناناس ويتجنب اللهب. تشبه هذه اللعبة إلى حد كبير لعبة ماريو ذا جاغلر، وهي آخر لعبة غيم أند واتش، حيث يتضمن كلاهما لعبة خفة شخصية مع تجنب الأشياء.

### دونكي كونغ هوكي
طورت نينتندو أر أند دي 1 دونكي كونغ هوكي وصدرت في عام 1984 كجزء من سلسلة غيم أند واتش مايكرو فرسس. تحتوي اللعبة على شاشة إل سي دي واحدة ومنصات تحكم متصلة. يتميز الهوكي بكون دونكي كونغ أحد اللاعبين وماريو مثل الآخر.

### ماريو برذرز
ماريو برذرز هي لعبة لسلسلة غيم أند واتش متعددة الشاشات من نينتندو وصدرت في عام 1983. على الرغم من اسم اللعبة، إلا أنه لا علاقة لها بأسلوب لعب لعبة الآركيد ماريو برذرز. نُقِلَت اللعبة أيضًا إلى كومودور 64 باسم ماريو برذرز II.
في هذه اللعبة، يظهر لويجي على الشاشة اليسرى وماريو على الشاشة اليمنى. تصميم صدفي اللعبة غير عادي في السلسلة؛ يفتح أفقيًا مثل كتاب (بترتيب القراءة الياباني من اليمين إلى اليسار) وليس عموديًا (مثل نينتندو دي أس). يعمل الإخوة في مصنع تعبئة، ينقلون العبوات بين المستويات المختلفة لآلة التعبئة.
الضوابط الوحيدة للعبة هي أزرار لأعلى ولأسفل لكل أخ. يقوم ماريو أولاً بإخراج منصة نقالة من الماكينة على أدنى مستوى ووضعها على حزام النقل. ثم يأخذها لويجي من الجانب الآخر ويضعها على الحزام فوقها. هناك 3 نقاط على كل جانب يجب على الأخوين القيام بذلك. أخيرًا، بمجرد ملء الحزمة، يقوم لويجي بإلقائها على شاحنة التوصيل. بمجرد امتلاء الشاحنة، يحصل الأخوان على استراحة قصيرة. إذا أسقط الأخوان منصة نقالة، فإن رؤسائهم يصرخون عليهم. إذا تم إسقاط ثلاث منصات، فستنتهي اللعبة.
في الإصدارات الجديدة من هذه اللعبة لغيم أند واتش غاليري و2 و4، يلتقط ماريو ولويجي ما أصبح كعكة، يتم تغليفها وتغليفها للتسليم (مع واريو يصور رجل التوصيل). تضيف الإصدارات الجديدة لمسة جديدة إلى اللعبة من خلال جعل باوزر، الذي ينتظر في منتصف الجزء العلوي من الشاشة، يتسبب في عكس حزام النقل في بعض الأحيان، مما يضطر ماريو ولويجي إلى تصحيحه بمفاتيح موضوعة على جانبيهما.
مثل جميع ألعاب غيم أند واتش تقريبًا، تتميز ماريو برذرز باللعبة القياسية A واللعبة الأكثر صرامة B.

### ماريو ذا جاغلر
ماريو ذا جاغلر هي لعبة من سلسلة غيم أند واتش الجديدة ذات الشاشة العريضة التي تظهر ماريو باعتباره لاعب الخفة في أول لعبة غيم أند واتش، بول. تم إصدارها بواسطة نينتندو في أكتوبر 1991، كانت آخر لعبة يتم إصدارها في سلسلة غيم أند واتش.

### ماريوز بومبز أواي

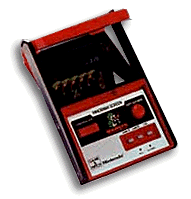
ماريو بومبز أواي

ماريوز بومبز أواي هي لعبة من سلسلة غيم أند واتش بانوراما التي تم إصدارها في عام 1983.
تتكون اللعبة من ماريو يرتدي ملابس عسكرية ويقوم بتسليم القنابل من اليسار إلى اليمين، مع إبعادها عن انسكابات النفط المشتعلة ومشاعل العدو. يتميز بشاشة LCD ملونة بدون إضاءة خلفية داخلية، والتي تتجه لأسفل من أجل تعريض الجزء الخلفي الشفاف لمصدر ضوء خارجي، على سبيل المثال. ضوء النهار. يرى اللاعب الإجراء في مرآة تعكس الشاشة.

### ماريوز سيمينت فاكتوري

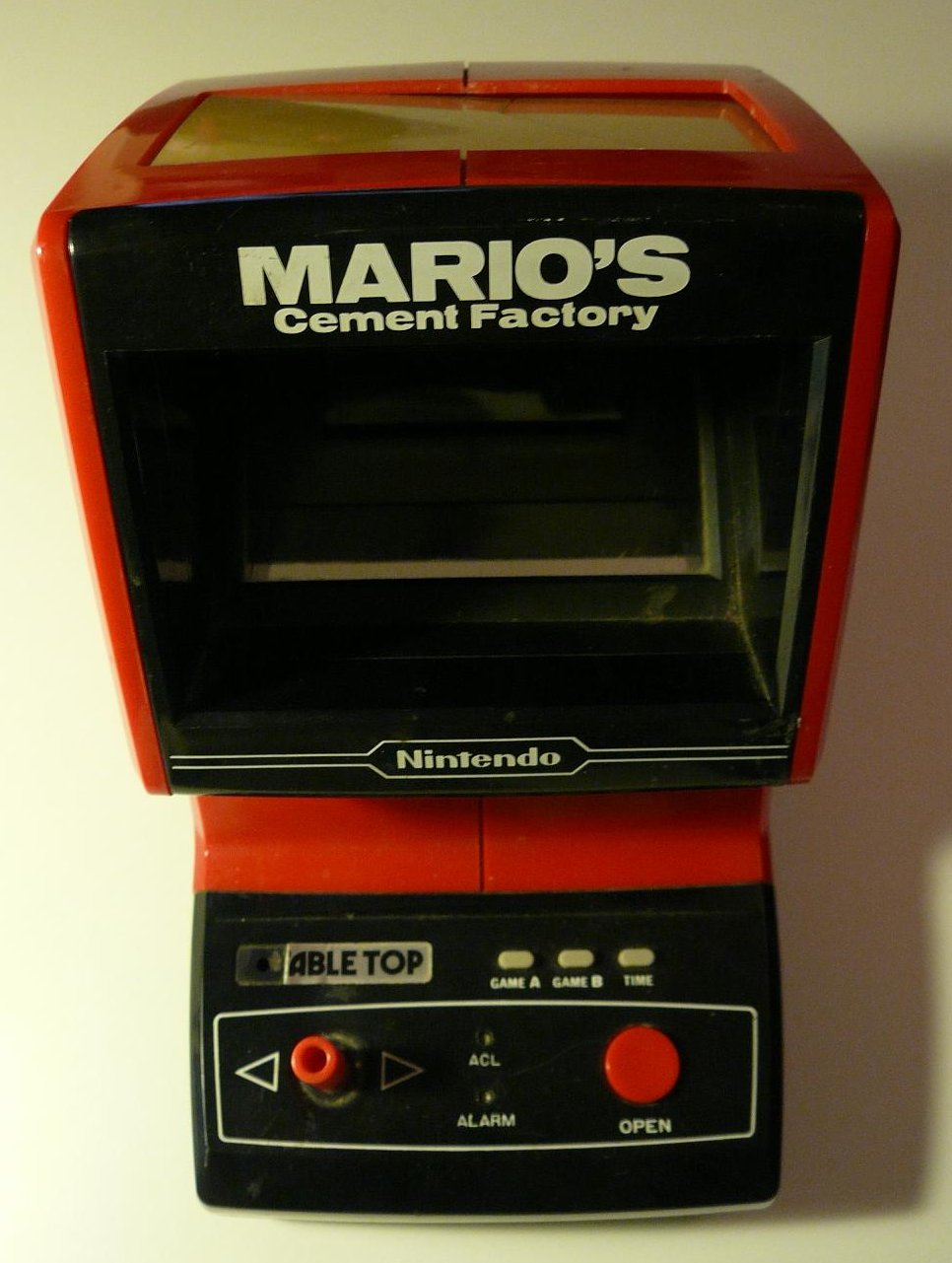
ماريوز سيمينت فاكتوري

تم تطوير لعبة ماريوز سيمينت فاكتوري بواسطة نينتندو أر أند دي 1 وتم إصدارها لأول مرة في عام 1983 لسلسلة غيم أند واتش المنضدية. تم إصدار اللعبة بعد فترة وجيزة كجزء من سلسلة غيم أند واتش الجديدة ذات الشاشة العريضة، وأيضًا كجزء من سلسلة ميني-كلاسيكس في عام 1998 (مجموعة من أربع ألعاب غيم أند واتش تم نقلها إلى أجهزة محمولة صغيرة مرتبطة بسلسلة المفاتيح). تم إصداره أيضًا كجزء من سلسلة غيم أند واتش غاليري لغيم بوي وله إصدار دي أس آي واير.

### سوبر ماريو برذرز
تم إصدار سوبر ماريو برذرز في نسختين مختلفتين: YM-801 (سلسلة كريستال سكرين، تم إصدارها في يونيو 1986) و YM-105 (سلسلة شاشة عريضة جديدة، تم إصدارها في مارس 1988). في وقت لاحق، تم إعادة تجميع نفس اللعبة في إصدار خاص أصفر من حقيبة شخصية Disk-Kun (YM-901-S)، وهي شخصية تستخدم للإعلان عن نظام قرص فاميكوم. اقتصر هذا الإصدار على 10000 وحدة، ولم يتم بيعه مطلقًا في المتاجر، وتم منحه للفائزين في بطولة فاميكوم غراند بريكس: إف-1 رايس.
تلعب اللعبة كنسخة مصغرة من لعبة إن إي إس الأصلية وتتميز بثمانية مستويات، والتي يجب على ماريو اجتيازها من أجل إنقاذ الأميرة. تحتوي اللعبة أيضًا على فطر 1أب والنجوم والأعداء.
يتميز كل من العوالم الثمانية ماريو بالتنقل في منصة التمرير. يجب أن يتجنب ماريو الوقوع خلف الجدران أثناء تمرير الشاشة والتنقل في القفزات الناجحة التي يمكن أن تؤدي إلى السقوط في الماء أدناه. يتقدم المستوى حتى يقوم ماريو بتحريك كل نقاط «المسافة» المخصصة. تتم إزالة نقاط المسافة لكل حركة أمامية ناجحة وتتم إضافتها لكل حركة رجعية ناجحة. عند التغلب على المستوى الثامن، يتلقى ماريو قبلة من الأميرة، ويتم طرد باوزر من القلعة، ثم تدور اللعبة على مسافات أطول.
ضمن المستويات، يمكن العثور على العناصر الأساسية في سلسلة ماريو عن طريق ضرب الأرضية فوق ماريو. عندما يتم جمع الفطر، سيضيفون حياة (ما لم يكن لدى ماريو 3 أرواح محجوزة كحد أقصى، وفي هذه الحالة ستتم إضافة النقاط فقط)؛ عندما يتم جمع النجمة، سيكون ماريو الذي لا يقهر لمدة 10 ثوانٍ.

## ساعات الألعاب
من أوائل منتصف الثمانينيات إلى أواخر التسعينيات، أنتجت شركة نيلسونيك مجموعة من ساعات المعصم متعددة الأغراض تسمى ساعات الألعاب. استخدمت هذه الأجهزة الإلكترونية شاشة LCD إما لمعرفة الوقت أو للسماح للاعبين بلعب لعبة. في عام 1989، حصلت نيلسونيك على ترخيص من نينتندو لإنتاج سلسلة من ساعات الألعاب بناءً على امتيازات نينتندو الشهيرة مثل ماريو، دونكي كونغ، ذا ليجند أوف زيلدا، ستار فوكس. ستتمتع هذه الألعاب بشعبية موروثة محدودة بناءً على شهرة السلسلة الأصلية، وسيتم إعادة إصدارها دوريًا بمجموعة متنوعة من الألوان. أصبحت هذه الألعاب، التي كانت في الأصل تباع بالتجزئة بأسعار معتدلة، الآن عناصر جامعين في السوق الثانوية وتحصل على أسعار كبيرة في أماكن مثل إيباي.
أقدم الساعات المرخصة من نينتندو كانت سوبر ماريو برذرز، والتي تم إصدارها في يونيو 1989. تم إصدار لعبة سوبر ماريو برذرز 2 بعد فترة وجيزة. بعد إصدار نيلسونيك من إصدارات ساعات الألعاب من سوبر ماريو برذرز 3 (1990)، سوبر ماريو برذرز 4 (1991، استنادًا إلى سوبر ماريو ورلد)، وسوبر ماريو رايس (1992) بالإضافة إلى ذلك، تم إصدار دونكي كونغ (1994) كساعة يد، متضمنة ماريو.
كان النقاد سعداء بشكل عام بساعات اللعبة وأشادوا بأناقتها كملابس. تم انتقاد طريقة اللعب بشدة لأنها مفرطة في التبسيط، ومع ذلك، فقد اعتبرت الساعات غير ناجحة إلى حد كبير في استحضار اسمها الأصلي. تم وصف لعبة سوبر ماريو برذرز 3 بأنها «لا شيء مثل اللعبة الأصلية» وأسفر تصميم الشاشة الواحدة عن ديناميكيات اللعب التي وصفت بأنها «مملة».
| اللعبة             | تاريخ الإصدار  | مبنية على لعبة     |
| ------------------ | -------------- | ------------------ |
| سوبر ماريو برذرز   | يونيو 1989     | سوبر ماريو برذرز   |
| سوبر ماريو برذرز 2 | 1989           | سوبر ماريو برذرز 2 |
| سوبر ماريو برذرز 3 | 1990 1992 (UK) | سوبر ماريو برذرز 3 |
| سوبر ماريو برذرز 4 | 1991           | سوبر ماريو ورلد    |
| سوبر ماريو رايس    | 1992           | سوبر ماريو كارت    |
| دونكي كونغ         | 1994           | دونكي كونغ         |

## لعبة باركود باتلر 2
في عام 1992، تم ترخيص شركة إيبك سلسلة من بطاقات نينتندو لمنصة باركود باتلر 2 الخاصة بهم. تمت طباعة مجموعات البطاقات بموضوعات ماريو وزيلدا. يعمل باركود باتلر 2، الذي يعمل بشكل مشابه لإل سي دي إي-ريدر، على تمرير الرموز الشريطية المطبوعة على البطاقات عبر إدخال مرئي لإدخال الشخصيات والأعداء والعناصر والتعاويذ في وحدة التحكم. مجموعة سوبر ماريو ورلد: سوبر ماريو برذرز 4 تحتوي على 30 بطاقة برمجية فقط وتستند إلى لعبة سوبر ماريو ورلد الأصلية من سوبر نينتندو إنترتينمنت سيستم.